# 神木站 (陝西省)
神木站原名红柳林站，位于中华人民共和国陕西省榆林市神木市新村开发区，是神大铁路和红柠铁路的一座车站，由西安铁路局延安车务段管辖。2018年5月1日，本站由红柳林站更名为神木站，原有的神木站同时更名为神木南站并停办客运业务。

## 历史
2015年，神木县政府与西安铁路局决定对红柳林站实施改扩建工程，该工程总投资约1.5亿元，于2016年1月启动建设。